# El Salvador i olympiska sommarspelen 1968
El Salvador deltog med 60 deltagare vid de olympiska sommarspelen 1968 i Mexico City. Ingen av landets deltagare erövrade någon medalj.